# Cocodrilos de Caracas
I Cocodrilos de Caracas sono una società cestistica avente sede a Caracas, in Venezuela. Fondata nel 1974 gioca nel campionato venezuelano.
Disputa le partite interne nel Parque Naciones Unidas, che ha una capacità di 5.000 spettatori.

## Palmarès
- Campionati venezuelani: 7

1974, 1992, 2000, 2008, 2010, 2013, 2016